# بوينغ إيه إتش-6
طائرة بوينغ إيه إتش-6 طائرة مروحية حربية خفيفة بنيت استنادا على عائلة الطائرة المروحية الخفيفة بوينغ إم إتش-6 ليتل بيرد وطائرة إم دي 500 والتي تم تطويرها من قبل شركة بوينغ لأنظمة الطائرات المروحية، والتي تشمل أيضا الطائرة المروحية بدون طيار (ULB)

## الخصائص العامة
- الطاقم: 1-2
- السعة القصوى: 5
- الطول: 32 قدم 7 في (9.94 م)
- قطر الدوار: 27 قدم 4 في (8.33 م)
- الطول: 8 قدم 9 في (2.48 م)
- منطقة القرص: 587.5 قدم مربع (54.6 متر مربع)
- الوزن فارغة : 1591 رطل (722 كجم)
- وزن الإقلاع الأقصى: 3100 رطل (1,610 كلغ)
- المحرك : 1 × واحد أليسون 250-C30 -C30 250 التوربيني، 425 SHP (317 كيلوواط) السلطة اقلاعها (derated)

### الأداء
- السرعة القصوى : 152 عقدة (175 ميل في الساعة، 282 كم / ساعة)
- سرعة العبور : 135 عقدة (155 ميل في الساعة، 250 كم / ساعة)
- مجموعة : 232 عقدة (267 ميل، 430 كم)
- أعلى ارتفاع : 18,700 قدم (5,700 م)
- معدل الصعود : 2,070 قدم / دقيقة (10.5 م / ث)

## التسليح

### رشاشات
- واحد رشاش أم230  [لغات أخرى]‏ عيار 30 ملم (1.18 بوصة)؛ أو
- اثنين رشاش جي أيه يو 19  [لغات أخرى]‏ عيار 12.7 ملم (0.50 بوصة)؛ أو
- اثنين رشاش أم 34 ميني قن عيار 7.62 ملم (0.30 بوصة)

### الصواريخ
- 2 × LAU-68D / A 7 أنابيب القرون إطلاق الصواريخ 2.75 في (70 ملم) هيدرا 70 المقذوفات الصاروخية
- صواريخ موجهة مضادة للدبابات : 2 × إيه جي إم-114 هيلفاير
- صواريخ مضادة للطائرات: 2 × ستينغر (FIM-92) للدفاع عن النفس

## الدول العربية التي تمتلكها
- السعودية تم طلب 36 طائرة والتسليم في بداية 2014.[1][2][3]
- الأردن 18 طائرة تحت الطلب.[4]